# Bozieni (Neamț)
Pour les articles homonymes, voir Bozieni.
Boezieni est une commune roumaine du județ de Neamț, dans la région historique de Moldavie et dans la région de développement du Nord-Est.

## Géographie
La commune de Bozieni est située dans le sud-est du județ, à la limite avec le județ de Vaslui, au bord de la Bârlad, affluent de la rive droite du Siret, sur le plateau moldave, à 30 km au sud-est de Roman et à 80 km à l'est de Piatra Neamț, le chef-lieu du județ.
La municipalité est composée des cinq villages suivants (population en 1992) :
- Băneasa (700) ;
- Bozieni (758), siège de la municipalité ;
- Crăiești (325) ;
- Cuci (831) ;
- Iucșa (674).

## Politique
| Période                                  | Période  | Identité          | Étiquette | Qualité |
| ---------------------------------------- | -------- | ----------------- | --------- | ------- |
| Les données manquantes sont à compléter. |          |                   |           |         |
| 2012                                     | En cours | Doinel Grumezescu | PSD       |         |

| Parti | Parti                                      | Sièges |
| ----- | ------------------------------------------ | ------ |
|       | Parti social-démocrate (PSD)               | 5      |
|       | Parti national libéral (PNL)               | 5      |
|       | Alliance des libéraux et démocrates (ALDE) | 1      |

## Religions
En 2002, la composition religieuse de la commune était la suivante :
- Chrétiens orthodoxes, 99,31 % ;
- Pentecôtistes, 0,65 %.

## Démographie
En 2002, la commune compte 3 057 Roumains (99,96 %). On comptait à cette date 1 205 ménages et 1 111 logements.
| 1992  | 2002  | 2007  |
| ----- | ----- | ----- |
| 3 288 | 3 058 | 3 145 |

## Économie
L'économie de la commune repose sur l'agriculture.

## Communications

### Routes
Le village de Crăiești se trouve sur la route nationale DN15D Roman-Vaslui.

## Lieux et monuments
- Crăiești, lac de retenue.